# Sverige i U21-Europamästerskapet i fotboll för herrar 2004
Sveriges fotbollslandslag i U21-EM 2004. 
Den svenska truppen till U21-EM i fotboll 2004 bestod enligt nedan.

## Förbundskapten
Sveriges förbundskapten var Torbjörn Nilsson.

## Spelare
| Namn                   | Position    | Klubblag        | Noteringar |
| 1. John Alvbåge        | Målvakt     | Örebro SK       |            |
| 2. Mikael Antonsson    | Försvarare  | IFK Göteborg    |            |
| 3. Mikael Dorsin       | Försvarare  | Strasbourg      |            |
| 4. Dennis Melander     | Försvarare  | Trelleborgs FF  |            |
| 5. Per Nilsson         | Försvarare  | AIK             |            |
| 6. Fredrik Stenman     | Försvarare  | Djurgårdens IF  |            |
| 7. Stefan Ishizaki     | Mittfältare | Genoa           |            |
| 8. Samuel Holmén       | Mittfältare | IF Elfsborg     |            |
| 9. Johan Elmander      | Anfallare   | Breda           |            |
| 10. Alexander Farnerud | Mittfältare | Strasbourg      |            |
| 11. Andreas Johansson  | Mittfältare | Halmstads BK    |            |
| 12. Johan Wiland       | Målvakt     | IF Elfsborg     |            |
| 13. Jon Jönsson        | Mittfältare | Malmö FF        |            |
| 14. Babis Stefanidis   | Mittfältare | Djurgårdens IF  |            |
| 15. Johan Andersson    | Anfallare   | Landskrona BoIS |            |
| 16. Christian Järdler  | Försvarare  | Helsingborgs IF |            |
| 17. Tobias Hysén       | Mittfältare | Djurgårdens IF  |            |
| 18. Patrik Gerrbrand   | Försvarare  | Hammarby IF     |            |
| 19. Lasse Nilsson      | Anfallare   | IF Elfsborg     |            |
| 20. Markus Rosenberg   | Anfallare   | Halmstads BK    |            |
| 21. Dusan Djuric       | Mittfältare | Halmstads BK    |            |
| 22. Jonas Sandqvist    | Målvakt     | Landskrona BoIS |            |

Notering. Martin Andersson (IF Elfsborg) var uttagen i den ursprungliga truppen men fick lämna återbud till turneringen. Platsen togs istället av Dennis Melander (Trelleborgs FF).

## Resultat

### Grupp B
- Sverige 3-1 Portugal
- Tyskland 1-2 Sverige
- Schweiz 1-3 Sverige

### Semifinal
- Sverige 1-1 Serbien, (5-6 efter straffar)

### Bronsmatch
- Sverige 2-3 Portugal